# Rohovce
Rohovce (dříve Veľká Sarva, maďarsky Nagyszarva, německy Andreasdorf auf der Schütt) jsou obec na Slovensku v okrese Dunajská Streda. Obec leží v Podunajské nížině, v jižní části Žitného ostrova.

## Historie
První písemná zmínka o obci je z roku 1250, kdy se zmiňuje jako Zeroa. Dnes používaný slovenský úřední název dostala obec po roce 1948. Obec původně patřila královským dvorníkům. Část dnešní obce, původně uváděná pod názvem Nagyszarva, patřila Sárkányovým, kteří zde v 15. století postavili vodní hrad. Později patřila Ilešházoovcům, kteří zde měli sídlo svého panství.
Počet obyvatel byl při sčítání obyvatelstva (2011) 1192 (v roce 2001 byl počet obyvatel 1037, tj. přírůstek 155 obyvatel mezi lety 2001–2011). Podle národnosti v roce 2011: slovenská 204 obyvatel (17,11%), maďarská 852 obyvatel (71,48%), ostatní + nezjištěné národnosti 135 obyvatel (cca 10%), pro srovnání v roce 2001 se ke slovenské národnosti přihlásilo 120 obyvatel a k maďarské národnosti 909 obyvatel.

## Pamětihodnosti
- Římskokatolická kostel sv. Ondřeje apoštola, jednolodní románská stavba s podkovovitou apsidou a věží tvořící součást její hmoty, asi z poloviny 13. století. Gotickými úpravami prošel koncem 15. století, z tohoto období se dochovalo gotické pastofórium. V 18. století prošel barokními úpravami, když byla přistavěna věž a sakristie. Sakristii z opačné strany apsidy doplnili v 19. století. V interiéru se nachází románská kamenná křtitelnice, gotické pastofórium s původní mřížkou a v podvěží epitaf majitele panství Šárkáně z roku 1565. Z architektonických detailů se dochoval tympanon s motivem kříže s palmetovým ornamentem z původního románského portálu. Fasády kostela jsou členěny půlkruhově ukončenými okny se šambránami, v lodi i s klenáky. Věž s nárožními zaobleními je členěna lizénovými rámy a ukončena korunní římsou s terčíkem a zvonovitou helmicí s laternou.[3]
- Illesházyovský zámek, dvoupodlažní renesanční stavba na půdorysu čtverce s vnitřním arkádovým dvorem, z roku 1570. Stojí na místě staršího hradu Šarkáňovců. V roce 1730 prošel barokní přestavou. Poslední úpravou prošlo západní průčelí na začátku 19. století ve stylu klasicismu. Po Illesházyovcích zámeček vlastnili Baťáňovci a Pongrácovci. Po druhé světové válce byl zestátněn a byla zde zřízena škola. V přízemí se nacházejí valené klenby s lunetami. Fasády jsou členěny kordonovou římsou a nárožními bosážemi. Okna mají kamenná ostění, v přízemí s mřížemi. Portál má ostění s nadsvětlíkem a klenákem. Ze strany parku dominuje fasádě rizalit s tříosým portikem, nad balkonem je umístěn illesházyovský erb. Rizalit je ukončen trouhelníkovým štítem s tympanonem. Zámeček obklopuje krajinářský park, který je chráněným areálem.[4]
- Socha sv. Jana Nepomuckého, klasicistní ze začátku 19. století. Socha je umístěna u zámečku.
- Socha sv. Anny z roku 1885.
- Socha Immaculaty z roku 1837. Obnovena byla v roce 1898.
- Kaple na rozcestí, z roku 1944.

## Osobnosti
- Štěpán Illesházy (1762–1838), politik, voják a vědec